# 2443 Томейлін
2443 Томейлін (2443 Tomeileen) — астероїд головного поясу, відкритий 24 січня 1906 року.
Тіссеранів параметр щодо Юпітера — 3,218.